# Scrupocellaria delilii
Scrupocellaria delilii is een mosdiertjessoort uit de familie van de Candidae. De wetenschappelijke naam van de soort is, als Crisia delilii, voor het eerst geldig gepubliceerd in 1826 door Jean Victor Audouin.